# Jorge Batlle
Pour les articles homonymes, voir Batlle.
Jorge Batlle Ibáñez (né le 25 octobre 1927 à Montevideo et mort le 24 octobre 2016 dans la même ville) est un homme d'État uruguayen, membre de l'aile libérale du Parti colorado. Il est le président de la République de 2000 à 2005, remplacé par Tabaré Vázquez (PS-Front large) le 1er mars 2005.

## Biographie

### Années 1960-70
Fils de Luis Batlle Berres, président de la République de 1947 à 1951 et leader de la liste 15 du Parti colorado, et de Matilde Ibáñez Tálice, il devient à son tour dirigeant de la liste 15 à la mort de son père en 1964. Il soutient alors les mesures autoritaires ainsi que le contrôle des prix et des salaires instauré par le président colorado Jorge Pacheco Areco.
Aux élections générales de 1971, il est candidat à la présidence du Parti colorado, avec comme colistier Renán Rodríguez. Il obtient 14,59 % du total des voix, soit 35,62 % au sein du Parti colorado, perdant face à son rival colorado Juan María Bordaberry, dauphin de Pacheco Areco, qui demeure à la tête de l'État après le coup d'Etat de juin 1973.

### Gouvernement Batlle
Au premier tour de l'élection présidentielle de 1999, Batlle obtient 32,59 % des voix, contre 39,87 % pour Tabaré Vázquez, le candidat du Front large (coalition de gauche). N'ayant donc gagné, au second tour, contre Vázquez qu'avec l'appui des voix du Parti blanco, Batlle intégra plusieurs personnalités blancas dans son gouvernement, menacé par une situation de cohabitation en raison de la majorité simple du Front large au Parlement. Il inclut ainsi Álvaro Alonso au Travail, Sergio Abreu à l'Industrie (remplacé en 2002 par le colorado Pedro Bordaberry, fils de l'ex-dictateur). Les autres (Guillermo Stirling à l'Intérieur, Luis Brezzo puis Yamandú Fau à la Défense, Alberto Bensión puis Alejandro Atchugarry à l'Économie) étaient colorados.
Sur le plan économique, Batlle a engagé des négociations avec les États-Unis concernant la création de la « Zone de libre-échange des Amériques » (ZLEA). La période a marqué le point culminant d'un processus qui visait à une réorientation néolibérale de l’économie du pays : désindustrialisation, pression sur les salaires, essor du travail informel, etc. Son gouvernement suspend en outre la convocation des conseils de salaires dans la plupart des secteurs d'activités pour limiter l'influence des syndicats désormais contraints de négocier entreprise par entreprise. Ces syndicats restent toutefois suffisamment puissants pour le pousser à reculer dans ses projets de privatisation de l'eau et de réduction des moyens accordés au système de santé public. La situation sociale se détériore considérablement sous sa présidence et près du tiers de la population plonge dans la pauvreté entre 1999 et 2005.
Au niveau des droits de l'homme, il appuie, en tant que concession faite au Front large qui a remporté le premier tour des élections de 1999, la création d'une Commission pour la paix, chargée d'examiner les violations des droits de l'homme commises par les militaires durant la dictature. En 2015, Pedro Barneix, qu'il a placé à la direction des services secrets entre 2000 et 2005, se tire une balle dans la tête peu avant son arrestation pour avoir fait torturer à mort un opposant sous la dictature.